# Hanna Secret
Hanna Secret (* 7. März 1996 in Hamburg) ist eine deutsche Pornodarstellerin.

## Leben
Hanna Secret wuchs in einem Dorf bei Elmshorn auf. Nach ihrer Ausbildung arbeitete sie als Krankenschwester. 2017 erzählte ihr damaliger Freund von einem Erotikportal, auf dem sie nebenbei aktiv wurde, bis sie aufgrund ihrer zunehmenden Bekanntheit ihre Tätigkeit in der Klinik aufgab.
Sie betreibt einen eigenen YouTube-Kanal, auf dem sie primär Videos zum Thema Sexualität veröffentlicht und lebt in Buxtehude. Im April 2022 erschien ihr Buch „Ich bin Hanna – Exklusive Einblicke in mein Leben als Webcam-Girl und Pornostar. Mit den besten Tipps für heißen Sex“ im riva-Verlag.

### Presse
Anfang 2018 berichtete Hanna Secret in der Bild erstmals von ihrem Doppelleben und ihren Erfahrungen mit einem Stalker, der sie nach ihrem Einstieg in die Pornobranche zu belästigen begann. Noch im selben Jahr setzte sie sich gemeinsam mit weiteren deutschen Pornodarstellerinnen aktiv für den Erhalt des Hambacher Forstes ein, worüber zahlreiche Online- und Print-Medien berichteten. Ebenfalls im Jahr 2018 sprach sie mit dem Magazin Vice über das Thema Liebeskummer.
2019 erklärte sie der Bild-Zeitung, warum sie ihren früheren Job gekündigt hat, um Pornodarstellerin zu werden. Noch im selben Jahr entschloss sie sich dazu, ihren Künstlernamen offiziell in ihren Personalausweis eintragen zu lassen.
2020 wurden bei TAG24 verschiedene Beiträge über sie veröffentlicht, unter anderem zum Thema Vorspiel und ein Rückblick, wie es dazu kam, dass sie Pornodarstellerin wurde.

### Auftritte
Hanna Secret bezeichnete 2018 als Fake, dass bei der RTL-II-Sendung Naked Attraction Szenen, in denen sie ihren Beruf Pornodarstellerin nannte, herausgeschnitten wurden. (Anm.: In der am 8. Oktober 2018 erstmals ausgestrahlten Folge wurde ihr Beruf mit Krankenschwester angegeben. Seinen Beruf darf ein auszuwählender Kandidat, wie sie es war, nicht persönlich nennen, das steht nur dem auswählenden Kandidaten (Picker) in seinem Vorstellungsvideo zu. Es können Vorstellungsvideos von mehr Kandidaten gedreht worden sein, als als Picker benötigt wurden.) Überdies würde der Sender „bewusst Porno-Stars aussuchen, da sich normale Menschen für paar hunderte Euro nicht vor der Kamera ausziehen wollen.“ Die Kandidaten für die Show seien auf der Berliner Erotikmesse Venus gecastet worden. Im selben Jahr nahm Hanna Secret an der von Beate-Uhse.TV produzierten Sendung Sexy Alm teil. 2019 war sie in der Sat.1-Sendung Akte zum Thema Wie viel Sex hat Deutschland? zu sehen.
Im Jahr 2020 war sie Protagonistin in der Dokumentation Lust im Netz aus der Tele-5-Reihe FSK Sex, sowie in einem Interview mit Hyperbole in der Folge Frag ein Camgirl auf YouTube präsent. In der ProSieben-Sendung taff war sie im Beitrag So geil ist Deutschland vertreten. Ebenfalls 2020 widmete sie sich gemeinsam mit Vika Viktoria der Frage, welche Verantwortung es für Pornodarstellerinnen nach sich zieht, dass der Zugang zu Pornografie für Jugendliche immer leichter wird.

### Sonstiges
Am 1. April 2019 wurde sie offizielle Markenbotschafterin bei Mydirtyhobby und gewann noch im gleichen Jahr den Venus Award als Bestes Amateurgirl.